# Orange (Ohio)
Orange – wieś w Stanach Zjednoczonych, w stanie Ohio, w hrabstwie Cuyahoga.